# Sarah James
Sarah Agnes James (nascida em 1946) é uma Neets'aii Gwich'in nativa da Arctic Village, Alasca, EUA, e membro do conselho do International Indian Treaty Council. Ela recebeu o Prémio Ambiental Goldman em 2002 juntamente com Jonathon Solomon e Norma Kassi. Eles receberam o prémio pelo seu combate pela protecção do Refúgio Nacional de Vida Selvagem do Ártico (ANWR) dos planos de exploração e perfuração de petróleo. A exploração de petróleo e gás perturbaria o ciclo de vida do caribu Porcupine, que foi a base da cultura Gwich'in por 20.000 anos.

## Política elobbying
Em novembro de 1969, James juntou-se a um grupo de estudantes indígenas liderados pelo activista Mohawk Richard Oakes que ocupou a antiga ilha-prisão de Alcatraz em San Francisco, CA.
Na década de 1990, James visitou comunidades em países da América do Sul (Brasil, Equador, Nicarágua e Guatemala), falando pelos menos privilegiados. Ela também apareceu em programas de televisão (CNN, MacNeil-Lehrer, CBS). Mais tarde ela viajou para Washington, tentando esclarecer conceitos que eles acreditam que as empresas de petróleo deturpam, e advogando pela preservação do Refúgio Nacional de Vida Selvagem do Ártico.

## Honras e prémios
Em 1993, ela recebeu a Alston Bannerman Fellowship. Em 2001, recebeu o subsídio "Liderança para um Mundo em Mudança" concedido a líderes notáveis mas pouco conhecidos. Em 2002, ela recebeu o Prémio Ambiental Goldman para "ambientalistas de base, juntamente com Jonathon Solomon Sr. e Norma Kassi.  Ela também recebeu o prémio do National Conservation Land Trust em 2002. Em 2004, ela recebeu o "Prémio Ecotrust para Liderança Indígena", e em 2006 ela ganhou da Fundação de Conservação do Alasca o "Prémio Celia Hunter para Conservações Excepcionais".